# Telaranea longii
Telaranea longii là một loài Rêu trong họ Lepidoziaceae. Loài này được Paton mô tả khoa học đầu tiên năm 1992.